# Zračna luka Abu Dhabi
Međunarodna zračna luka Abu Dhabi (arapski: مطار أبو ظبي الدولي‎) (IATA: AUH, ICAO: OMAA) zračna je luka u Abu Dhabiju, glavnom gradu Ujedinjenih Arapskih Emirata. Zračna luka je jedna od najbrže rastućih zračnih luka u svijetu po broju putnika, novim zračnim prijevoznicima i infrastruktrnom razvoju. Zračna luka se trenutačno proširuje, a vrijednost projekta iznosi oko 6,8 milijardi američkih dolara.
Zračna luka Abu Dhabi je druga po veličini u UAE, kroz koju je 2008. godine prošlo 9 milijuna putnika. Najnoviji terminal, Terminal 3, otvoren u siječnju 2009., podignuo je kapacitet zračne luke na oko 12 milijuna putnika godišnje, što se očekuje da će biti postignuto 2011. U daljnjem razvojnom planu zračne luke predviđena je izgradnja novog terminala između dvije piste, koji će po dovršetku, planiranom za 2012., podignuti kapacitet na 20 milijuna putnika godišnje.

## Vanjske poveznice
|  | Zajednički poslužitelj ima još gradiva o temi Zračna luka Abu Dhabi |

- Zračna luka Abu Dhabi